# أشلي ماكنزي
أشلي ماكنزي هي كاتبة سيناريو ومونتيرة كندية، ولدت في 1984.

## وصلات خارجية
- أشلي ماكنزي على موقع IMDb (الإنجليزية)
- أشلي ماكنزي على موقع قاعدة بيانات الفيلم (الإنجليزية)